# Coppa del mondo di corsa in montagna 2016
La Coppa del mondo di corsa in montagna 2016 si è disputata su sei prove sotto il nome di "WMRA Grand Prix" . La coppa maschile è stata vinta da Petro Mamu, quella femminile da Andrea Mayr.

## Gare di coppa del mondo 2016
Per il 2016 le gare valevoli per la coppa del mondo erano sei, contano i migliori quattro risultati. Un atleta entra in classifica finale a condizione di aver raccolto punti in almeno due competizioni valevoli per la coppa.
| Gara | Nome della gara           | Luogo di svolgimento | Data         | Nazione  |
| ---- | ------------------------- | -------------------- | ------------ | -------- |
| 1    | Montée du Grand Ballon    | Willer-sur-Thur      | 12 giugno    | Francia  |
| 2    | Tek na Grintovec          | Kamnik               | 24 luglio    | Slovenia |
| 3    | Schlickeralm Lauf         | Telfes               | 31 luglio    | Austria  |
| 4    | Mondiali a Sapareva Banya | Sapareva Banya       | 11 settembre | Bulgaria |
| 5    | Hochfelln Berglauf        | Bergen               | 25 settembre | Germania |
| 6    | Smarna Gora               | Lubiana              | 1 ottobre    | Slovenia |

## Punteggi
Ecco come sono stati ripartiti i punti per la coppa del mondo 2016. Dal primo al sedicesimo rango. Per la gara finale, la Smarna Gora, e per i campionati del mondo vengono attribuiti maggiori punti (fino al ventesimo).
| Rango | Punti | Punti gara finale e mondiale |
| ----- | ----- | ---------------------------- |
| 1°    | 100   | 125                          |
| 2°    | 80    | 100                          |
| 3°    | 70    | 90                           |
| 4°    | 65    | 85                           |
| 5°    | 60    | 80                           |
| 6°    | 55    | 75                           |
| 7°    | 50    | 70                           |
| 8°    | 45    | 65                           |
| 9°    | 40    | 60                           |
| 10°   | 35    | 55                           |

| Rango | Punti | Punti gara finale e mondiale |
| ----- | ----- | ---------------------------- |
| 11°   | 30    | 50                           |
| 12°   | 25    | 45                           |
| 13°   | 20    | 40                           |
| 14°   | 15    | 35                           |
| 15°   | 10    | 30                           |
| 16°   | 5     | 25                           |
| 17°   |       | 20                           |
| 18°   |       | 15                           |
| 19°   |       | 10                           |
| 20°   |       | 5                            |

## Uomini
Classifica finale
| Pos. | Atleta            | Anno | Nazione     | Gara 1 | Gara 2 | Gara 3 | Gara 4 | Gara 5 | Gara 6 | Totale |
| ---- | ----------------- | ---- | ----------- | ------ | ------ | ------ | ------ | ------ | ------ | ------ |
| 1    | Petro Mamu        | 1984 | Eritrea     | 100    | 100    | 100    |        | 100    | 125    | 425    |
| 2    | Andrew Douglas    | 1986 | Regno Unito | 70     |        |        | 50     | 65     | 90     | 275    |
| 3    | Jan Janu          | 1993 | Rep. Ceca   | 80     |        |        |        | 60     | 75     | 215    |
| 4    | Isaac Kosgei      | 1981 | Kenya       |        | 65     | 65     |        |        | 65     | 195    |
| 5    | Alex Baldaccini   | 1988 | Italia      |        |        |        | 60     | 45     | 80     | 185    |
| 6    | Francis Wangari   | 1990 | Kenya       |        | 80     | 70     |        |        |        | 150    |
| 7    | Gasper Bregar     | 1990 | Slovenia    |        | 45     |        |        |        | 55     | 100    |
| 8    | Toni Lautenbacher | 1991 | Germania    |        |        | 60     | 25     |        |        | 85     |
| 9    | Julien Rancon     | 1980 | Francia     | 65     |        |        | 20     |        |        | 85     |
| 10   | Maximilian Zeus   | 1995 | Germania    |        |        | 35     |        | 35     |        | 70     |
| 11   | Simon Alic        | 1971 | Slovenia    |        | 50     |        |        |        | 15     | 65     |
| 12   | Jonas Lehmann     | 1989 | Germania    |        |        |        | 10     | 40     |        | 50     |
| 13   | Francesco Puppi   | 1992 | Italia      |        |        |        | 15     | 25     |        | 40     |
| 14   | Timotej Becan     | 1996 | Slovenia    |        | 15     |        |        |        | 10     | 25     |

## Donne
Classifica finale
| Pos. | Atleta               | Anno | Nazione    | Gara 1 | Gara 2 | Gara 3 | Gara 4 | Gara 5 | Gara 6 | Totale |
| ---- | -------------------- | ---- | ---------- | ------ | ------ | ------ | ------ | ------ | ------ | ------ |
| 1    | Andrea Mayr          | 1979 | Austria    |        |        | 100    | 125    | 100    | 125    | 450    |
| 2    | Silvia Schwaiger     | 1981 | Slovacchia |        |        | 80     | 75     | 80     |        | 235    |
| 3    | Christel Dewalle     | 1983 | Francia    | 100    |        |        | 90     |        |        | 190    |
| 4    | Alice Gaggi          | 1987 | Italia     |        |        |        | 70     |        | 100    | 170    |
| 5    | Antonella Confortola | 1975 | Italia     |        | 100    |        |        | 65     |        | 165    |
| 6    | Karmen Klancnik      | 1990 | Slovenia   |        | 70     |        |        |        | 90     | 160    |
| 7    | Melanie Noll         | 1984 | Germania   | 80     |        |        | 20     | 55     |        | 155    |
| 8    | Petra Novakova       | 1993 | Rep. Ceca  |        |        | 65     | 80     |        |        | 145    |
| 8    | Jasmina Jelovsek     | 1985 | Slovenia   |        | 65     |        |        |        | 80     | 145    |
| 10   | Adele Blaise-Sohnius | 1985 | Canada     | 65     |        |        |        | 50     |        | 115    |
| 11   | Ursa Trobec          | 1967 | Slovenia   |        | 45     |        |        |        | 60     | 105    |
| 12   | Mihaela Tusar        | 1966 | Slovenia   |        | 50     |        |        |        | 50     | 100    |
| 13   | Claudia Ecker Kosgei | 1976 | Austria    |        | 30     |        |        |        | 40     | 70     |
| 14   | Marija Trontelj      | 1969 | Slovenia   |        | 15     |        |        |        | 45     | 60     |
| 15   | Marta Sorli          | 1962 | Slovenia   |        | 25     |        |        |        | 35     | 60     |
| 16   | Tamara Celesnik      | 1989 | Slovenia   |        | 10     |        |        |        | 15     | '25    |